# Machelen
Machelen este o comună în provincia Brabantul Flamand, în Flandra, una dintre cele trei regiuni ale Belgiei. Comuna este limitrofă cu Regiunea Capitalei Bruxelles, fiind situată în partea de nord-est a acesteia și este formată din localitățile Machelen și Diegem. Suprafața totală este de 11,59 km². Comuna Machelen este situată în zona flamandă vorbitoare de limba neerlandeză a Belgiei. La 1 ianuarie 2008 comuna avea o populație totală de 12.953 locuitori. 
1. ↑  Crossroad Bank of Enterprises, accesat în 30 iulie 2023